# Samir Cavadzadə
Samir Cavadzadə, též pouze Samir (* 16. dubna 1980 Baku) je ázerbájdžánský populární zpěvák. V roce 2008 reprezentoval společně se zpěvákem Elnurem Ázerbájdžán na Eurovision Song Contest s písní „Day After Day“, duo skončilo ve finále osmé.

## Osobní život
V roce 2011 pobodal bratra Elnura Hüseynova Alvina.
V červenci 2012 oznámil, že se budu ženit.